# Muriceides echinata
Muriceides echinata is een zachte koraalsoort uit de familie Plexauridae. De koraalsoort komt uit het geslacht Muriceides. Muriceides echinata werd in 1927 voor het eerst wetenschappelijk beschreven door Thomson. 